# Tough Enough (arrampicata)
Tough Enough è una via lunga di arrampicata sportiva sulla parete est del Karambony, nel massiccio del Tsaranoro in Madagascar. La via è stata aperta nel 2005 da una spedizione tedesca composta di Daniel Gebel, Ari Steinel, Uschi Beer e Joachim Seitz e liberata da Adam Ondra il 30 settembre 2010.

## La via
Dopo essere stata aperta da una spedizione tedesca nel 2005, sulla via si sono cimentate diverse spedizioni: dalla prima francese nel 2007 di cui faceva parte François Legrand a quelle del 2008 con Arnaud Petit che riescono a liberare tutti i tiri, ma non in giornata.
Inoltre durante questa spedizione l'ottavo tiro (8c) viene aggirato passando più a sinistra (8b+).
Una volta liberati tutti i tiri Arnaud Petit ha ritenuto di dire che:
Questa libera è stata compiuta da Adam Ondra il 30 settembre 2010 e quattro giorni dopo l'ha risalita con l'ottavo tiro originale (8c).

## Salite
- Daniel Gebel, Ari Steinel, Uschi Beer, Joachim Seitz - 2005 - Prima salita
- François Legrand, Giovanni Quirici, Greg Sobzack, Evrard Wendenbaum - 2007 - Liberati 5 su 10 tiri
- James McCaffie, Dave Pickford - aprile 2008 - Liberato il terzo tiro
- Stéphanie Bodet, Sylvain Millet, Laurent Triay, Arnaud Petit - maggio 2008 - Liberati tutti i tiri a parte il nono
- Arnaud Petit - settembre 2008 - Liberato il nono tiro
- Yann Ghesquiers - settembre 2008 - Salito il nono tiro al primo tentativo
- Adam Ondra - 30 settembre 2010 - Prima salita in libera (in giornata) della via modificata
- Adam Ondra - 4 ottobre 2010 - Prima salita in libera (in giornata) della via originale (8c)